# Samuel Gyllenadler
Samuel Gyllenadler, född 4 mars 1657 i Linköpings församling, Östergötlands län, död 12 juli 1698 i Linköpings församling, Östergötlands län, var svensk häradshövding.

## Biografi
Samuel Gyllenadler föddes 1657 i Linköpings församling. Han var son till biskopen Samuel Enander i Linköpings stift och Brita Nilsdotter. Gyllenadler blev 3 december 1670 student vid Uppsala universitet och 30 april 1692 häradshövding i Lösings, Björkekind, Östkinds och Hammarkinds häraders domsaga. Han avled 1698 i Linköpings församling och begravdes 25 oktober samma år.

### Egendom
Gyllenadler ägde Uljeberg i Viby socken.